# Амірія – Аламейн
Амірія — Аламейн — газопровід, що споруджується на північному заході Єгипту.
У другій половині 2010-х років в Єгипті узялись за реалізацію проєкту Нью-Аламейн, який передбачає появу в околицях міста Ель-Аламейн не лише масштабної курортної та житлової зони, але й гігантського нафтохімічного комплексу, який би міг використовувати потужності розташованого поблизу терміналу Ель-Хамра для отримання нафти з родовищ Західної пустелі та вивозу продукції. При цьому для забезпечення споживачів Нью-Аламейну природним газом вирішили прокласти трубопровід від району Амірія на південно-західній околиці александрійської агломерації, де ще з кінця 20 століття працюють газопереробні заводи Амірія та WDGC (причому останній отримує ресурс по Північному газопроводу, який прямує із західних нафтогазоносних басейнів повз той самий Ель-Аламейн). Також можливо відзначити, що в першій половині 2020-х на зазначені газопереробні заводи має надійти додатковий ресурс, отриманий в межах розробки офшорного родовища Равен.
Будівництво газопроводу Амірія — Аламейн почалось влітку 2001 року. Він матиме довжину 120 км та буде виконаний у діаметрі 800 мм. На початковій ділянці траси в районі Бурж-Ель-Араб від трубопроводу відгалужуватиметься перемичка довжиною 10 км та діаметром 600 мм до нафтопереробного заводу MIDOR, на якому заплановані масштабне розширення та модернізація.